# 南阳小檗
南阳小檗（学名：Berberis hersii），为小檗科小檗属下的一个植物种。